# David Pla
David Pla Martín (Pamplona, 1975) es un ex-terrorista de Euskadi Ta Askatasuna (ETA), actualmente abogado y político español, actual responsable de orientación estratégica de Sortu.
Fue dirigente de la organización terrorista Euskadi Ta Askatasuna (ETA), por lo que cumplió condena en Francia. Sin delitos de sangre, contribuyó al final del terrorismo, siendo además uno de los tres portavoces que leyeron el comunicado de octubre de 2011 por el que dicha organización declaraba el cese definitivo de la actividad armada y el comunicado anterior en el que declaraba un alto el fuego «permanente, general y verificable».

## Biografía
David Pla fue dirigente de la organización juvenil Jarrai en la década de 1990, más tarde ilegalizada por considerarse que formaba parte de la estructura de ETA, y se presentó como candidato de Herri Batasuna al ayuntamiento de Pamplona en las elecciones municipales de 1995, sin resultar elegido.
Fue detenido en 2000 acusado de pertenecer a la banda terrorista ETA como informador del 'comando Aragón' que pretendía atentar contra el entonces alcalde de Zaragoza José Atarés. Finalmente fue condenado a seis años de prisión por integración en banda armada y falsedad documental. Fue puesto en libertad en 2006 tras haber cumplido íntegramente su condena.
Detenido de nuevo en abril de 2010 en Francia, como consecuencia de diversas actuaciones policiales en España contra la estructura de apoyo a los presos, el denominado «colectivo de abogados de ETA» Halboka, fue puesto en libertad por las autoridades judiciales francesas al considerar que no había pruebas de cargo suficientes. Las autoridades policiales españolas señalaron entonces que Pla tenía «un papel importante dentro de la estructura política de los terroristas, en cuanto a sus posibilidades de relacionarse con las organizaciones de su entorno».
Tras el anuncio del cese definitivo de la actividad armada de ETA realizado en octubre de 2011 y de cuyo comunicado fue coportavoz, participó en diversas reuniones en Oslo como interlocutor de la banda terrorista, junto con Iratxe Sorzabal y Josu Urrutikoetxea, en un intento fallido de negociación con el gobierno español, hasta que los tres fueron expulsados de Noruega en 2013.
El 22 de septiembre de 2015 fue detenido en Francia, junto con Iratxe Sorzabal. Fue condenado a cinco años de prisión por asociación de malhechores, equivalente francés del delito de pertenencia a banda armada. Tras cumplir su condena, fue de nuevo detenido en febrero de 2020 en Hendaya y entregado a las autoridades judiciales españolas en cumplimiento de una euroorden de arresto dictada en 2011. Sin embargo, la Audiencia Nacional lo dejó en libertad puesto que ya no tenía causas pendientes al haber sido juzgado y condenado en Francia.
Considerado uno de los dirigentes de ETA que contribuyó decisivamente al cese de sus actividades terroristas desde el interior de la organización, en línea con las tesis pragmáticas y renovadoras de la izquierda abertzale, en enero de 2022 fue elegido miembro de la nueva dirección de Sortu.